# 戴茲 (雞尾酒)
戴兹（英語：Daisy）是一类鸡尾酒，将配料用摇酒杯摇好，倒入预先加有冰块的坦布勒杯中（Tumbler，一种口略大底略小的圆柱杯，容积为250-300毫升），加满冰镇苏打水，再加上装饰。
- 白蘭地戴兹（Brandy Daisy）
- 金戴兹（Gin Daisy）
- 威士忌戴兹（Whisky Daisy）